# Гней Кальпурний Пизон (квестор)
Гней Кальпу́рний Пизо́н (лат. Gnaeus Calpurnius Pisō; погиб в 64 году до н. э.) — римский политический деятель из плебейского рода Кальпурниев, квестор 65 года до н. э. Был участником «первого заговора» Катилины, после раскрытия которого сенат отправил его наместником в Ближнюю Испанию. Там Пизон был убит провинциальными военными — либо из-за своей жестокости, либо по приказу Гнея Помпея.

## Биография
Гней Кальпурний принадлежал к плебейскому роду Кальпурниев, происходившему согласно поздним генеалогиям от Кальпа — мифического сына второго царя Рима Нумы Помпилия (к Нуме возводили свои родословные также Пинарии, Помпонии и Эмилии). Ветвь Пизонов была наиболее влиятельной: её представители регулярно занимали высшие должности в последний век существования Римской республики. Непосредственно о предках Гнея известно только, что его отец носил тот же преномен.
Несмотря на благородное происхождение, Гней Кальпурний был очень беден. Он отличался мятежным нравом и заносчивостью, из-за чего стал обладателем сомнительной репутации. В 69 или 68 году до н. э. Гней привлёк к суду некоего Манилия Криспа (в историографии его предположительно идентифицируют как Гая Манилия), причём во время процесса критиковал покровителя обвиняемого — Гнея Помпея «Великого», заявив, что предъявил бы обвинение и ему самому, если бы был уверен, что Помпей в ответ не начнёт гражданскую войну. Противником Помпея Пизон оставался, по-видимому, в течение всей своей недолгой жизни.
В 66 году до н. э. Гней был избран квестором на следующий год и оказался замешан в так называемом «первом заговоре» Катилины. Согласно ряду источников, избранные консулы Публий Автроний Пет и Публий Корнелий Сулла, которых лишили должностей за нарушения законодательства о выборах, а также Луций Сергий Катилина, Марк Лициний Красс и Гай Юлий Цезарь (последние двое — только по некоторым данным) планировали 1 января 65 года до н. э. убить действующих консулов и захватить власть. Пизона, который был на их стороне, заговорщики собирались отправить с войском в Испанию, чтобы установить контроль над этим регионом. Эта затея сорвалась в последний момент, и о ней стало известно, но участников заговора не стали преследовать. Сенат ограничился тем, что выслал Гнея Кальпурния в Ближнюю Испанию, причём в качестве наместника — с полномочиями пропретора, что было необычно для квестуры.
Многие исследователи считают эту историю всего лишь пропагандистским мифом, разработанным врагами Цезаря. Однако отправка Пизона в Испанию — безусловный факт. Существует гипотеза, что изначально Гней должен был отправиться в провинцию в качестве квестора при наместнике, но последний внезапно умер или отказался от назначения, и Пизону пришлось ехать вместо него. Соответствующее предложение, по данным Саллюстия, внёс в сенат Марк Лициний Красс, желавший, таким образом, вырвать Ближнюю Испанию из-под влияния Помпея.
Наместничество Гнея продолжалось чуть больше года. В 64 году до н. э. он был убит испанскими всадниками из своей армии. Те либо мстили пропретору за продемонстрированную им жестокость, либо действовали по приказу Гнея Помпея, клиентами которого являлись.
Существует предположение, что консул-суффект 23 года до н. э. Гней Кальпурний Пизон был сыном квестора Гнея Кальпурния Пизона.